# Női 3 × 7,5 km-es biatlonváltó az 1992. évi téli olimpiai játékokon
Az 1992. évi téli olimpiai játékokon a biatlon női 3 × 7,5 km-es váltó versenyszámát február 14-én rendezték Les Saisies-ben. Az aranyérmet a Corinne Niogret, Véronique Claudel, Anne Briand összetételű francia váltó nyerte. A Magyarországot képviselő Bereczki Brigitta, Czifra Katalin, Holéczy Beatrix összeállítású csapat a 16. helyen végzett.
Ez a versenyszám először szerepelt a téli olimpia programjában.

## Végeredmény
A csapatok tagjainak mindkét sorozatban 8 lövési kísérlete volt az 5 célpontra. Minden hibás találat után 150 méter büntetőkört kellett megtennie a hibázó versenyzőnek. Az időeredmények másodpercben értendők. A lövőhibák a hibás találatok számát mutatják.
| Helyezés | Csapat                                                                              | Idő                               | Lövőhiba        |
| -------- | ----------------------------------------------------------------------------------- | --------------------------------- | --------------- |
| Arany    | Franciaország (FRA) · Corinne Niogret · Véronique Claudel · Anne Briand             | 1:15:55,6 25:54,7 25:30,7 24:30,2 | 0+0             |
| Ezüst    | Németország (GER) · Uschi Disl · Antje Misersky-Harvey · Petra Behle-Schaaf         | 1:16:18,4 26:33,7 24:28,9 25:15,8 | 1+0 0+0         |
| Bronz    | Egyesített Csapat (EUN) · Jelena Belova · Anfisza Rezcova · Jelena Melnyikova       | 1:16:54,6 26:21,9 24:33,5 25:59,2 | 1+1 0+1 1+0 0+0 |
| 4.       | Bulgária (BUL) · Szilvana Blagoeva · Nadezsda Alekszieva · Iva Karagjozova-Skodreva | 1:18:54,8 25:58,9 26:33,1 26:22,8 | 0+0             |
| 5.       | Finnország (FIN) · Mari Lampinen · Tuija Sikiö · Terhi Markkanen                    | 1:20:17,8 26:40,9 26:29,1 27:07,8 | 0+0             |
| 6.       | Svédország (SWE) · Christina Eklund · Inger Björkbom · Mia Stadig                   | 1:20:56,6 27:49,7 26:30,9 26:36,0 | 0+0             |
| 7.       | Norvégia (NOR) · Signe Trosten · Hildegunn Fossen · Elin Kristiansen                | 1:21:20,0 26:48,0 27:48,3 26:43,7 | 1+0 0+0 1+0 0+0 |
| 8.       | Csehszlovákia (TCH) · Gabriela Suvová · Jana Kulhavá · Jiřína Adamičková-Pelcová    | 1:23:12,7 29:58,6 27:07,1 26:07,0 | 1+2 0+0         |
| 9.       | Észtország (EST) · Jelena Poljakova-Všivtseva · Eveli Peterson · Krista Lepik       | 1:23:16,2 27:29,6 28:38,2 27:08,4 | 0+1 0+0 0+1 0+0 |
| 10.      | Románia (ROU) · Adina Ţuţulan-Şotropa · Mihaela Cârstoi · Ileana Ianoşiu-Hangan     | 1:23:39,6 28:31,6 27:24,4 27:43,6 | 0+0             |
| 11.      | Kanada (CAN) · Lise Meloche · Myriam Bédard · Jane Isakson                          | 1:23:49,1 29:59,7 25:19,9 28:29,5 | 0+2 0+0         |
| 12.      | Kína (CHN) · Vang Csin-ping · Liu Giulan · Song Aiqin                               | 1:23:51,0 29:22,1 27:25,7 27:03,2 | 0+4 0+0         |
| 13.      | Olaszország (ITA) · Erica Carrara · Monika Schwingshackl · Nathalie Santer          | 1:24:00,8 29:11,4 28:57,5 25:51,9 | 1+1 0+1 1+0 0+0 |
| 14.      | Lengyelország (POL) · Agata Suszka · Zofia Kiełpińska · Halina Pitoń                | 1:24:07,5 28:32,0 29:12,1 26:23,4 | 1+3 1+0 0+3 0+0 |
| 15.      | Egyesült Államok (USA) · Nancy Bell-Johnstone · Joan Smith · Mary Ostergren         | 1:24:36,9 29:15,7 27:47,7 27:33,5 | 0+2 0+1 0+0 0+1 |
| 16.      | Magyarország (HUN) · Bereczki Brigitta · Czifra Katalin · Holéczy Beatrix           | 1:31:31,1 30:30,7 29:37,2 31:23,2 | 0+3 0+0         |